# Трушівці
Трушівці́ — українське село у Черкаському районі Черкаської області, підпорядковане Чигиринській міській громаді. Розташоване за 25 км на північ від центру громади — міста Чигирина та за 5 км на захід від Кременчуцького водосховища. Через село проходить автошлях Р10 (Канів-Чигирин-Кременчук). Населення 931 чоловік.
На півночі село межує з Худоліївкою, на сході з Боровицею, на півдні з Погорільцями і з Медведівкою на заході.

## Історія
Час заснування села невідомий, але вже в кінці XVI століття тут був населений пункт.
У 1808 році в селі було 107 дворів і 1 002 менканця, а в 1864 році — 2 220 осіб.
У 1878 році в Трушівцях збудовано школу, дітей навчав піп. У 1914 році збудоване спеціальне приміщення для школи, 86 учнів навчали — вчитель і помічник вчителя, піп і дяк. У селі було понад 80 % неписьменних.
На початку ХХ століття більшість жителів села жили в злиднях, працювали в монастирі, попівському дворі та економії пана Терещенка.
До кінця 1929 року у селі завершено колективізацію.

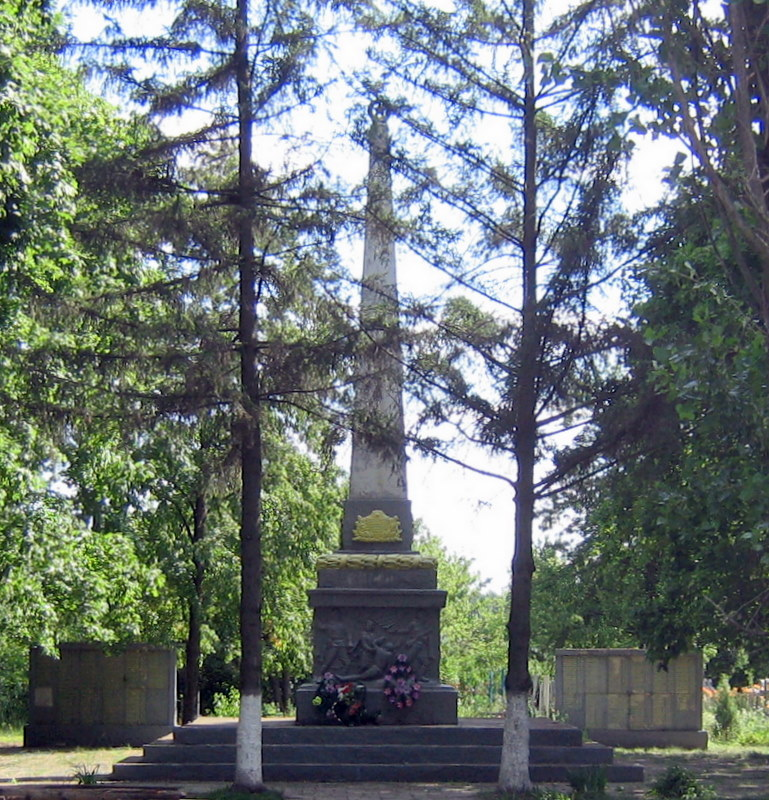
Обеліск Слави

780 жителів села брали участь у німецько-радянській війні, з них 365 відзначено нагородами. Село було відвойоване у німецьких військ 15 грудня 1943 року. На честь воїнів-визволителів тут споруджено обеліск Слави.
Після війни почалася відбудова господарства. У 1967 році збудовано нову школу та будинок культури, з часом лазню, сітроцех, водогін.
Станом на 1972 рік у селі мешкало 2 716 осіб. Працювала середня школа, дві бібліотеки з фондом 11 400 книг, будинок культури із залом на 600 місць, стаціонарна широкоекранна кіноустановка, дитячі ясла, пологовий будинок, медичний пункт, а також сім магазинів, ресторан, комбінат побутового обслуговування.
За радянської влади в селі працював колгосп імені Леніна, що обробляв 2 422 га землі, в тому числі 2 222 га орної.

## Населення

### Мова
Розподіл населення за рідною мовою за даними перепису 2001 року:
| Мова       | Відсоток |
| ---------- | -------- |
| українська | 98,07%   |
| російська  | 1,86%    |
| румунська  | 0,07%    |

## Сучасність
До жовтня 2002 року у селі функціонувало СТОВ «Нива». До 2008 року — ТОВ «Зам'ятниця». Нині тут господарює ТОВ «Волари-Черкаси». У селі розташовано офіс Трушівського лісництва.
На сьогодні в селі діє Трушівський НВК «Дошкільний навчальний заклад — загальноосвітня школа І-ІІІ ступенів».

## Відомі люди
У селі народилися:
- Демиденко Тит Трохимович (1891-1959) — член-кореспондент АН УРСР.
- Копань Василь Степанович (1937-2020) — професор кафедри фізики металів Національного університету імені Тараса Шевченка, доктор фізико-математичних наук.